# Dupplin Moor-i csata
A Dupplin Moor-i csatát az angolok és a skótok vívták 1332. augusztus 10-én. Az angolok ebben az ütközetben alkalmazták először nagy számban a hosszúíjászokat és a gyalogosan harcoló nehézlovasokat védelmi pozícióban. Ez a taktika később több nagy ütközetet döntött el a százéves háborúban. A csata, amely a második skót függetlenségi háború első összecsapása volt, angol győzelemmel végződött. A csatában sok skót nemes, köztük James Douglas, Mar grófja, a kiskorú király egyik gyámja is meghalt.

## Előzmények
Az angol-skót háborúskodást lezáró 1328-as northamptoni megállapodás értelmében I. Róbert skót király kiskorú fia, David Bruce feleségül vette III. Eduárd angol király testvérét, Joan Plantagenetet és a skótok politikai autonómiát kaptak. A következő évben Róbert meghalt, fia ekkor mindössze ötéves volt. 1331-ben II. Dávidként megkoronázták.

## A csata
A néhai János skót király fia, Edward Balliol szintén igényt tartott a koronára, ezért Franciaországból Angliába utazott, hogy megnyerje III. Eduárd támogatását ügyének. Balliol egyik fontos segítője egy angol-skót nemes, Henry Beaumont volt, aki János halála után elvesztette birtokait Skóciában. Eduárd támogatta Balliol tervét, de kikötötte, hogy csak a tenger felől támadhat, mert így Anglia megőrizhette a semlegesség látszatát. Július végén a Balliol és Beaumont által gyűjtött nagyjából 1500-2000 katonából, köztük negyven német zsoldosból álló sereg 88 hajó fedélzetén kihajózott Yorkshire-ből Fife felé. Partraszállásuk után Dunfermline, majd Perth felé meneteltek.
A skótok két sereget indítottak ellenük, amelyek nagyjából tízezer katonát számláltak. A sereg az Earn-folyó partján táborozott le az angolokra várva. A skótok annyira bíztak túlerejükben, hogy különösebb óvintézkedések nélkül töltötték az augusztus 10-ei éjszakát, így az angolok, egy helyi szimpatizánsuk, Murray of Tulbardine segítségével észrevétlenül átkeltek az Earnen. Megtámadták a skót sereg poggyász-táborát, majd erős védelmi állást építettek ki egy kicsi völgy felső részén. Ez lehetetlenné tette, hogy a nagyobb létszámú skót sereg átkarolja őket.
Az angol sereg két szárnyán az íjászok álltak, a centrumban a gyalogosan harcoló nehézlovasok, tartalékban a lovas németek voltak. A skótok napkeltekor megrohanták az angolokat. Két nagy hadtestben támadtak, az elsőt Mar hercege, a másikat I. Róbert skót király illegitim fia, Robert Bruce vezette. A két vezér rossz viszonyban volt, Bruce állítólag árulással vádolta meg a grófot, amiért az angolok átkeltek az Earn-folyón.
A skótok folyamatos nyílzáporban próbálták megközelíteni az angol arcvonalat. Először Bruce egysége ért oda, és nagyjából 30 méterrel hátrébb szorította az angolokat. A dárdás alakzatok (schiltron) a centrum felé tolódtak el a szélekről érkező nyíleső miatt. Mar hercegének hadteste megzavarodott, és a szárnyak helyett Bruce-ék mögé érkezett, megakadályozva, hogy az első hadtest meghátráljon. A szélekről érkező nyilak miatt a skótok egyre inkább a centrumba tömörültek, ahonnan viszont nem volt út hátrafelé, és az angol íjászok óriási pusztítást vittek végbe közöttük. A korabeli krónikások feljegyezték, hogy olyan nagy volt a tömeg, hogy sok skót harcos megfulladt a tumultusban. Az angolok egy része lóra szállt, és a gyalogosan menekülő skótok után indult.
Az áldozatok pontos számát nem tudni, de a skótok több ezer halottat hagytak a csatatéren, míg az elesett angol számát 35-re teszik. A skótok közül meghalt a két vezér, Moray és Menteith grófja, az ország főkamarása, valamint Robert Keith lovag, aki a bannockburni csatában lovasaival legázolta II. Eduárd angol király íjászait.

## Következmények
Szeptemberben Edward Balliolt Scone-ban megkoronázták hívei, de a trónt csak az év végéig tarthatta meg, majd kénytelen volt Angliába menekülni. 1333-ban Eduárd segítségével visszatért Skóciába, és a Halidon Hill-i csatában legyőzte a skót sereget.